# Екстант
«Е́кстант» або «За межами» (англ. Extant, досл. «Існуючий (у наявних межах)») — американський драматичний науково-фантастичний телевізійний серіал із кінозіркою Геллі Беррі в головній ролі, прем'єра якого відбулася на каналі CBS у 2014–2015 роках. За сюжетом, астронавтка намагається збагнути, як вона могла завагітніти під час 13-місячної одиночної космічної місії. Серіал закритий після другого сезону.
В Україні телесеріал «Екстант» виходив на каналі «2+2» влітку 2015 року (вівторок—середа, о 15:00).

## Синопсис
Моллі Вудз (акторка Геллі Беррі) – жінка-космонавт. Вона щойно повернулась додому із 13-місячної одиночної космічної експедиції. Тепер вона знову вдома зі своєю сім'єю. Вона так довго цього чекала. Але, після року самотності в космосі, Моллі дізнається, що вона вагітна. Теоретично цього не може бути, але факт залишається фактом. Жінка не розуміє, як це могло статися. Кого ж вона носить під серцем? Що тепер буде з її сім'єю – чоловіком Джоном і сином-андроїдом Ітаном? І як ця неймовірна подія вплине на хід історії всього людства?

## У головних ролях
| Актор                                    | Роль                                              |
| ---------------------------------------- | ------------------------------------------------- |
| Геллі Беррі (англ. Halle Berry)          | Моллі Вудз (астронавтка)                          |
| Пірс Ганьон (англ. Pierce Gagnon)        | Ітан Вудз (син Моллі, прототип проекту Humanichs) |
| Грейс Гуммер (Grace Gummer)              | Жулі Желіно́                                       |
| Тайлер Гілтон (Tyler Hilton)             | Чарлі Артурз                                      |
| Горан Вішніч (Goran Višnjić)             | Джон Вудз                                         |
| Лінненн Загер (Lynnanne Zager)           | Д.Ж.И.Н.А. (англ. G.I.N.A.)                       |
| Хіроюкі Санада (Hiroyuki Sanada)         | Хідекі Ясумото                                    |
| Джеффрі Дін Морган (Jeffrey Dean Morgan) | Джей-Ді Ріхтер (англ. JD Richter)                 |
| Майкл О'Ніл (Michael O'Neill)            | Алан Спаркс                                       |
| Кемрін Мангейм (Camryn Manheim)          | Сем Бартон                                        |
| Кірсі Клемонс (Kiersey Clemons)          | Кіерсеі Клемонс                                   |
| Морі Стерлінг (Maury Sterling)           | Гордон Керн                                       |
| Девід Морріссі (David Morrissey)         | Тобіас Шеперд                                     |

## Цікаві факти
- Коли Геллі Беррі вперше прочитала сценарій, вона і справді була вагітною в реальному житті.
- У зніманні серіалу брала участь дочка президента США Барака Обами Малія. Вона виконувала роль асистента режисера, допомагала вирішувати організаційні питання та один раз дала старт зйомці кінохлопавкою.[1]
- Футуристичні гаджети, якими користувалися герої серіалу, були представлені на виставці у Вегасі. Тож не виключено, що скоро кожен з нас зможе їх собі купити.
- Назва «Extant» у серіалі пояснюється як «те, що є в наявності, живе в даний момент, існує тут і зараз». Власне, серіал і розповідає про різні форми життя, в тому числі в космосі.